# SAE International
SAE International, tidigare Society of Automotive Engineers är en organisation för personer verksamma med utveckling av teknik för fordon. Den har hemvist i USA, men har medlemmar från de flesta industriländer.

## Historia
Den bildades 1905 med 30 medlemmar, bland annat Henry Ford som var vice ordförande. Från början omfattade den enbart bilsektorn, men dess verksamhetsområde vidgades snart efter starten.
Organisationen formulerar bland annat standarder och ger ut en större mängd tidskrifter och annan litteratur.